# Luigi Amici
Luigi Amici (Jesi, 26 aprile 1817 – Roma, 26 ottobre 1897) è stato uno scultore italiano.

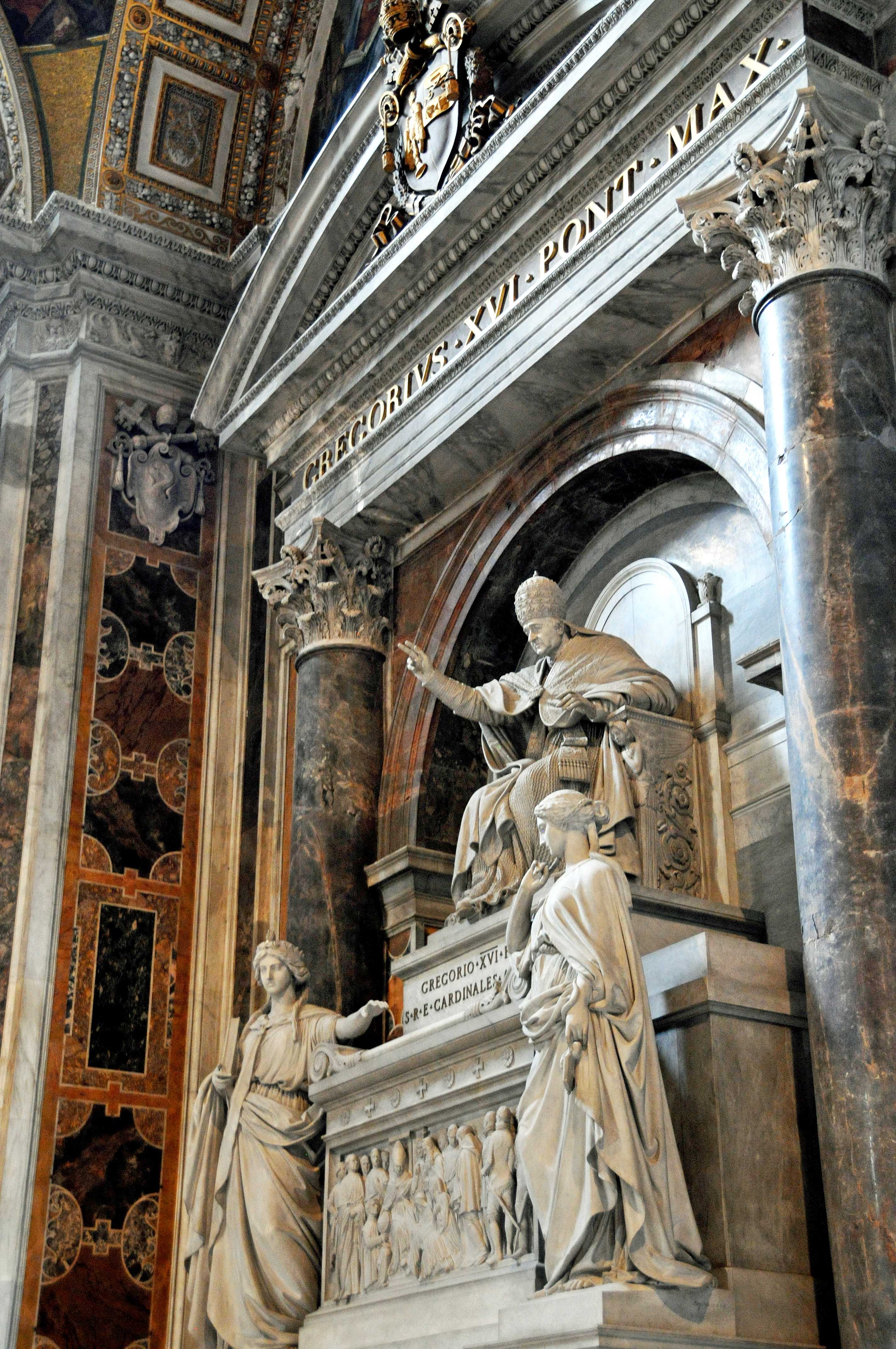
Mausoleo di Gregorio XVI, 1854-57, Basilica di San Pietro.

Apprezzato ai suoi tempi come ritrattista. La sua opera più famosa e importante è il mausoleo di Gregorio XVI, nella Basilica di San Pietro, a Roma.

## Biografia
Nacque a Jesi (AN), nelle Marche ma, ancora bambino, si trasferì con la famiglia a Roma. 
Iniziò gli studi di disegno all'Ospizio di San Michele e ebbe come insegnante il pittore e incisore romano Francesco Giangiacomo. Lo stesso professore, considerato che aveva le condizioni per la scultura, lo indirizzò allo studio dello scultore Adamo Tadolini, allievo del Canova.
Cominciò la sua carriera come ritrattista realizzando numerose opere, dalle forme piuttosto accademiche e fredde. 
Nel 1854 si tenne un concorso per il mausoleo di Papa Gregorio XVI nella "cappella gregoriana" della Basilica di San Pietro a Roma. Amici, che non aveva ancora trent'anni, presentò il suo progetto e ne risultò vincente. Si trattava di una grande statua del pontefice, seduto sul trono nell'atto di impartire la benedizione, che andava posta sopra il sarcofago. L'opera venne compiuta nel 1857 ed aumentò il suo prestigio tanto che gli furono commissionati numerosi ritratti scultorei. 
Realizzò anche una serie di piccoli marmi, terrecotte e gessi di numerosi artisti, assidui frequentatori del Caffè Greco e ancor oggi conservati in loco e in Casa Gubinelli a Roma.
Il 27 aprile 1866, fu ricevuto come accademico di San Luca.
Morì a Roma il 26 Ottobre del 1897.

## Opere
Fra le numerose opere si ricordano:
- Statua di Giovanna d'Arco, 1842, Collezione privata[2]
- Leonesse e Delfini per la Fontana dell'Obelisco, 1845, Piazza Federico II, Jesi
- Statua di Papa Gregorio XVI, 1854-57, Mausoleo papale, Basilica di San Pietro
- Statua di papa Pio VIII, in Vaticano
- Busto di Pellegrino Rossi
- Busto di Urbano Del Drago
- Busto di Terenzio Mamiani
- Busto del cardinal Josip Juraj Strossmayer, Galleria nazionale d'arte moderna e contemporanea, Roma
- Tritoni e mascheroni per la Fontana del Moro (copia da Giacomo della Porta), 1874, Piazza Navona, Roma
- Busto del cardinal Josip Juraj Strossmayer, gesso colorato, 1890 circa, Pinacoteca civica, Jesi
- Busto dello scrittore Mark Twain, gesso colorato, 1890 circa, Pinacoteca civica, Jesi
- Colono uruguaiano, gesso colorato, 1890 circa, Pinacoteca civica, Jesi
- Busto del cardinal Antonio Tosti, Ospizio di San Michele, Roma
- Busto di Camillo Cavour, Campidoglio, Roma

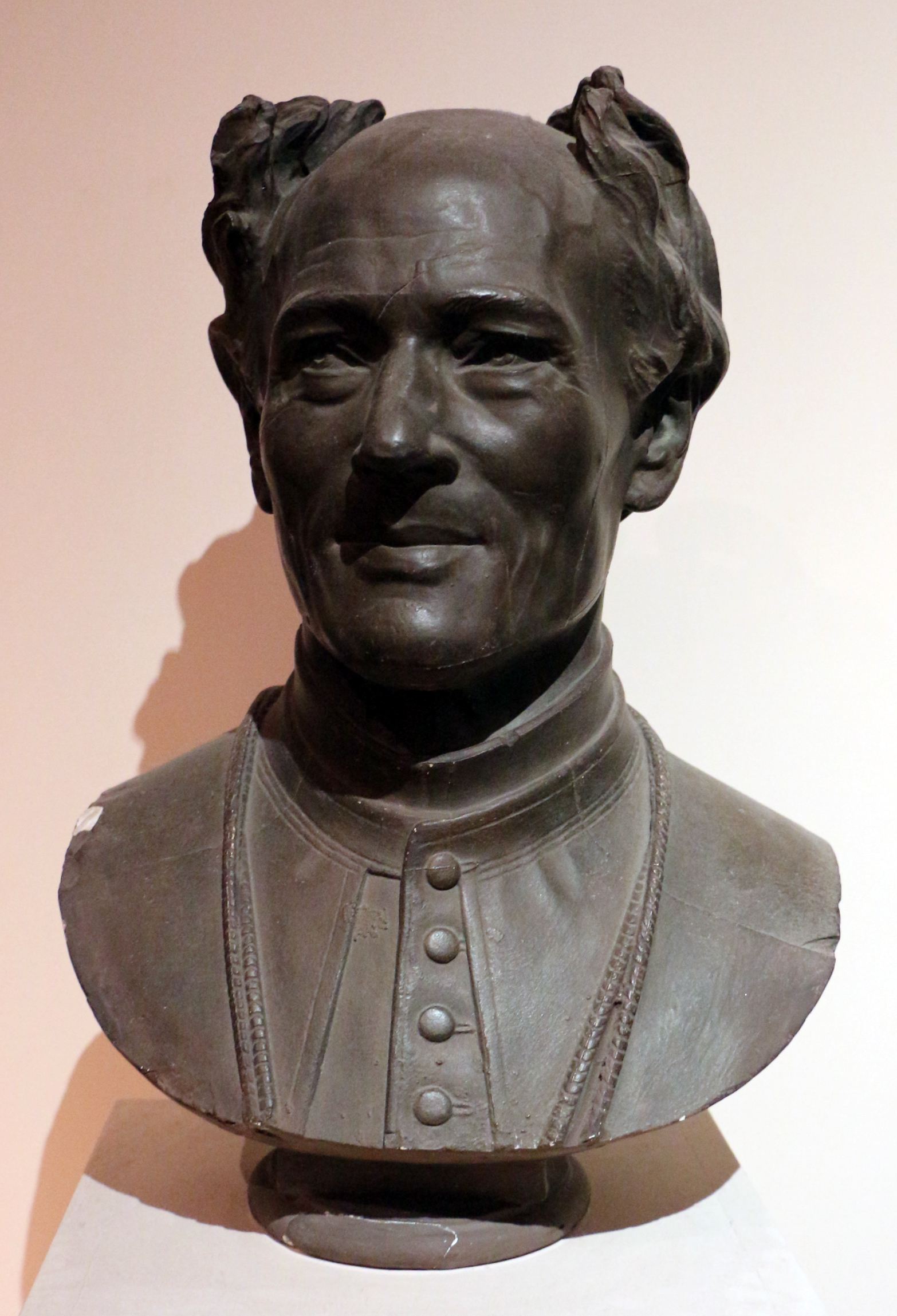
Busto del cardinal Strossmayer, Jesi
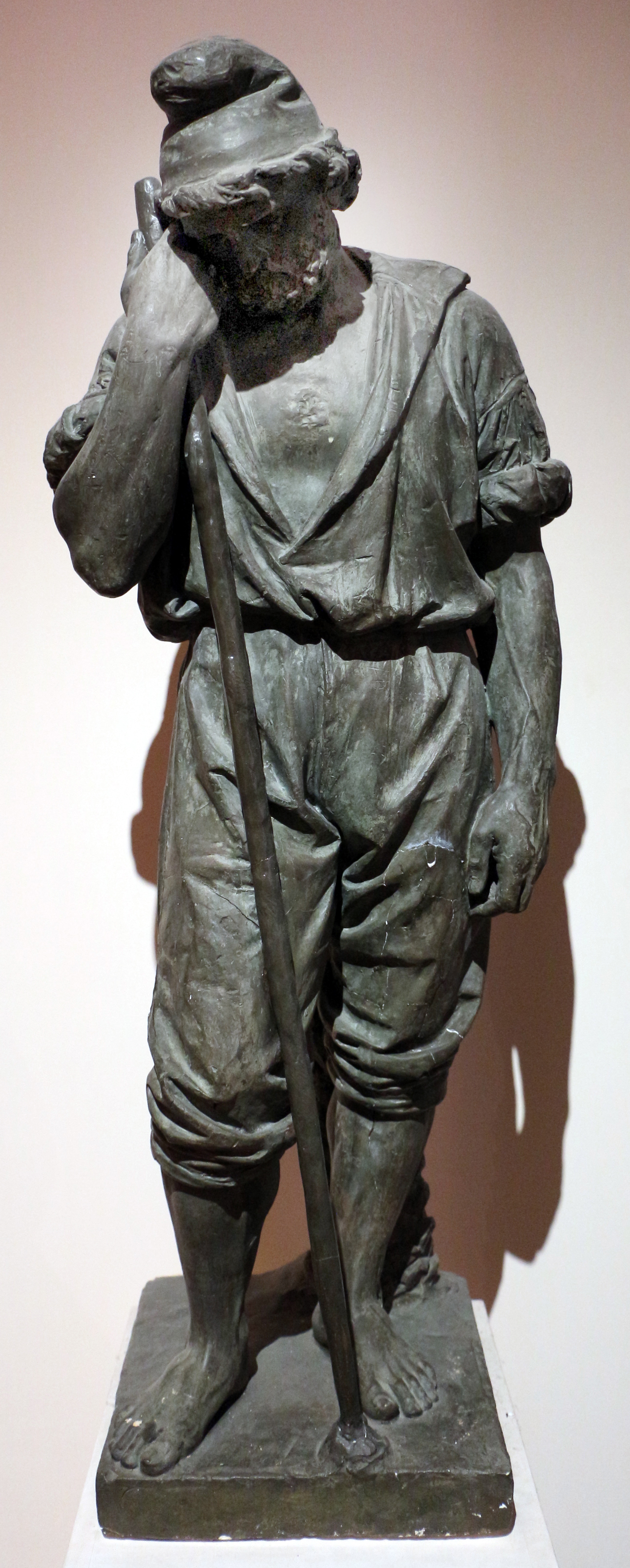
Colono uruguaiano, Jesi
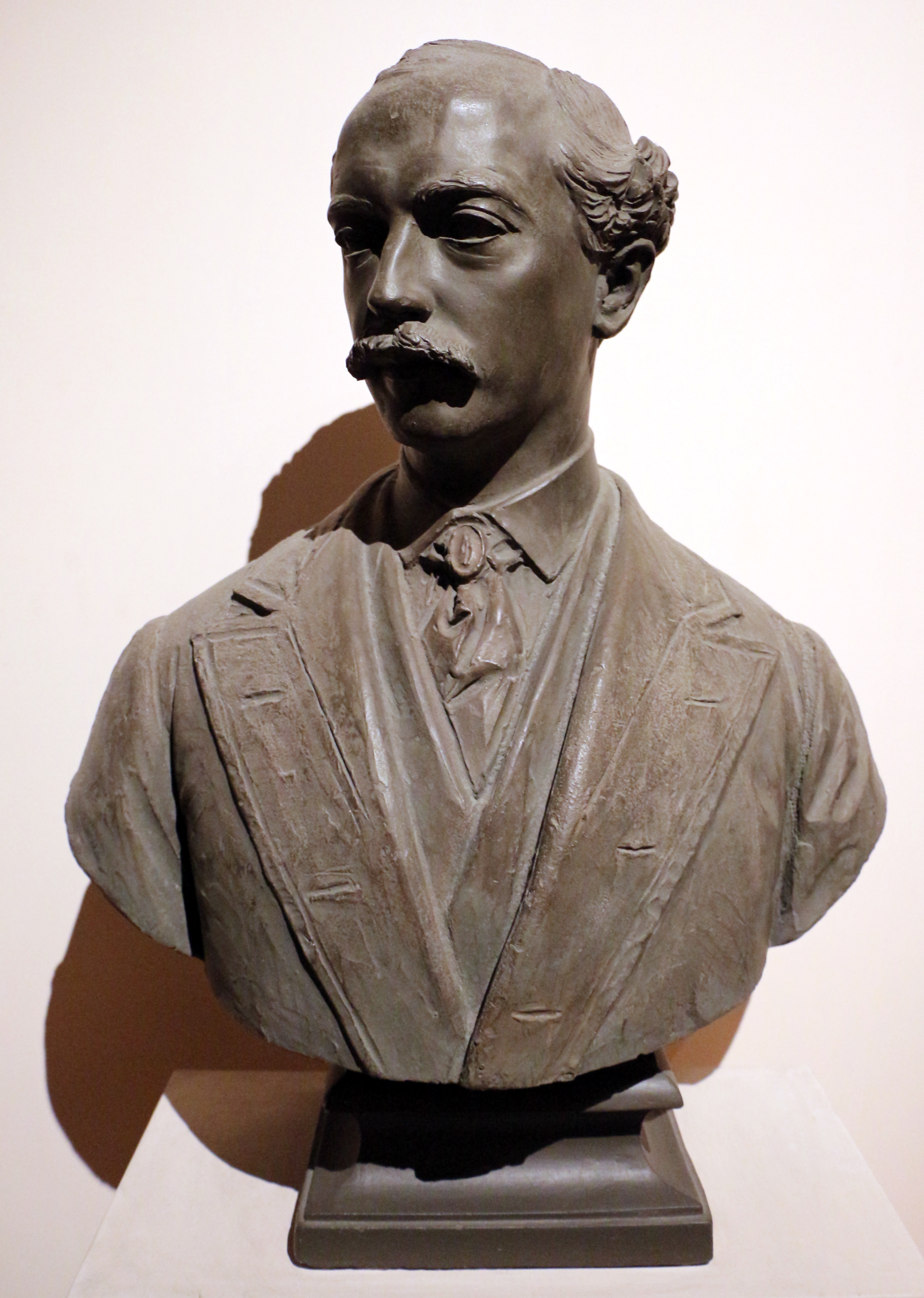
Busto di Mark Twain, Jesi
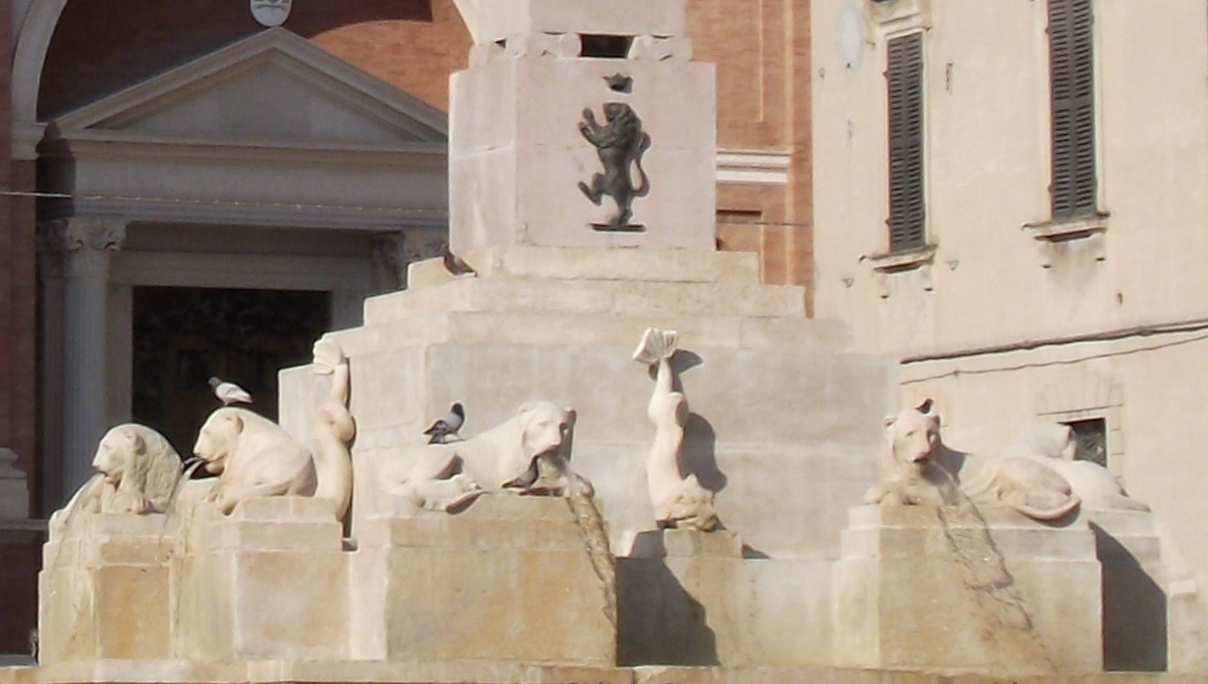
Sculture della Fontana Obelisco, Jesi